# Konvektomat

Profesionální konvektomat s 6 policemi

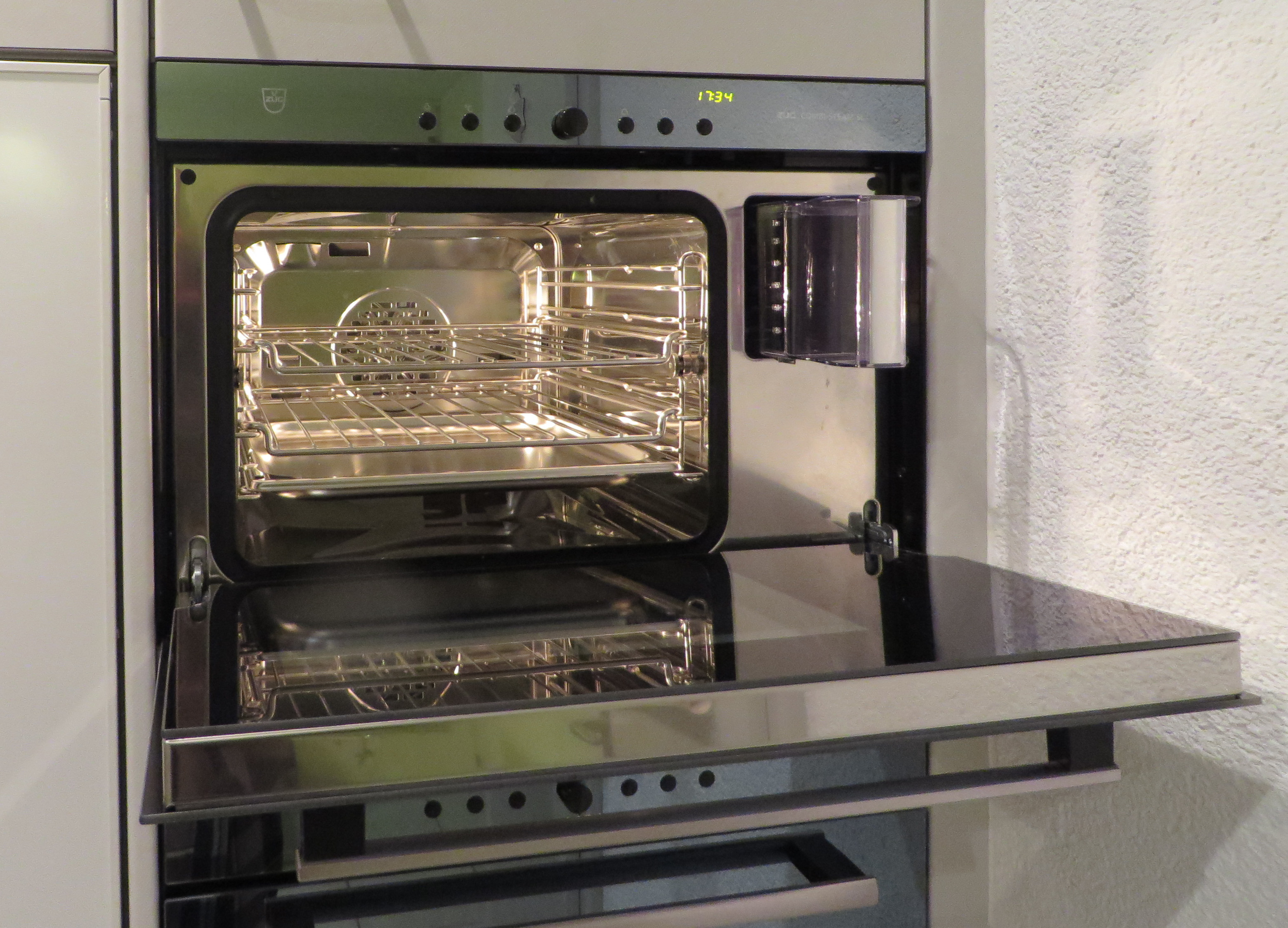
Konvektomat určený pro domácnosti s 4 policemi

Konvektomat je profesionální kuchyňské zařízení (existují však i modely pro domácnosti, viz obrázky), které (mimo jiné) kombinuje vlastnosti horkovzdušné a parní trouby. Tím pádem může produkovat jak suché, tak vlhké teplo nebo jejich kombinaci, a to při různých teplotách. Je tedy vhodný pro mnoho způsobů tepelné úpravy jídel, včetně pečení, smažení, grilování, vaření v páře nebo blanšírování. Mezi výhody této technologie můžeme řadit krátké časy vaření a šetrnější způsob úpravy pokrmů, které obě vedou k vyšší nutriční hodnotě připravovaných jídel a zachování vyššího množství vitamínů, v porovnání s běžnými způsoby tepelné úpravy.
Hlavními způsoby provozu jsou pára, horký vzduch, a nebo jejich kombinace. Toto vede k možnosti pečení při nastavení úrovně vlhkosti, díky čemuž je možné pokrmy připravovat šťavnatější a chutnější.

## Typy konvektomatů
Konvektomaty můžeme dělit podle následujících kritérií:
1. dle systému pro vytváření páry:
  - nepřímé vyvíjení páry – vodní pára vzniká v samostatném parním generátoru,
  - přímé vyvíjení páry – voda je vstřikována přímo do prostoru ventilátoru na topná tělesa, ze kterých se díky vysoké teplotě odpařuje;
2. dle způsobu ovládání:
  - mechanické,
  - elektromechanické,
  - elektronické;
3. dle kapacity:
  - malé (3–6 polic),
  - střední (6–10 polic),
  - velké (12–24 polic).

## Výhody
Výhody používání konvektomatu oproti jiným spotřebičům určeným k nepřímé tepelné úpravě:
- možnost kontrolovat jak teplotu, tak vlhkost,
- možnost připravovat různá jídla ve stejnou dobu, bez toho, aby docházelo k smíchávání chutí,
- možnost připravovat jídla bez tuku,
- úspora místa díky kombinaci různých spotřebičů,
- úspora energie,
- úspora nákladů na pracovní sílu,
- schopnost samočištění.

## Nevýhody
Ve srovnání s běžnou mikrovlnnou troubou má konvektomat přinejmenším dvě nevýhody:
Konvektomat:
- nemůže být použit pro popcorn,[1]
- nelze užít pro ohřívání nápojů, jako je káva nebo čaj apod.[2]